# Brazlândia (Distrito Federal)
Brazlândia, amtlich portugiesisch Região Administrativa de Brazlândia, ist die Verwaltungsregion RA IV und eine Stadt mit 53.874 Einwohnern im Nordwesten von Brasilia im brasilianischen Bundesdistrikt. Die Verwaltungsregion grenzt an Águas Lindas de Goiás, Padre Bernardo, Sobradinho II, Sobradinho, Brasília, Taguatinga und Ceilândia an. Der Name der Siedlung geht auf eine der ersten sich dort angesiedelten Familien mit Namen "Braz" zurück. Brazlândia zeichnet sich durch den Anbau von Erdbeeren, Guaven und Tomaten aus. Der Ort ist der drittgrößte Erdbeerproduzent Brasiliens. Brazlândia besitzt wegen des Einsatzes von japanischen Arbeitskräften im Anbau die größte japanische Gemeinde des brasilianischen Bundesdistrikts.

## Verwaltung
Administrator der Verwaltungsregion ist André Luiz Queiros Rosa.